# 英格蘭羽毛球總會
英格蘭羽毛球總會（英語：Badminton England）是在英格蘭羽毛球運動的管理機構，於1893年成立，基地設在米爾頓凱恩斯的國家羽毛球中心（National Badminton Centre）。

## 架構
總會為英格蘭的羽毛球事業提供了一個完整的行政管理架構，當中包括董事會、成員組織、高級管理人員、專業人員、縣級協會、俱樂部，以至個人會員和志願者。

## 工作
總會負責英格蘭國家羽毛球隊和精英運動員的培訓和管理工作，並與其他地區的總會合作培訓英國運動員備戰奧運會；總會還統籌新進運動員發展的階梯，讓有抱負運動員從學校和俱樂部，向國家隊發展。
此外，總會還負責舉辦從縣級到國際級標準的賽事、提供教練課程、銷售羽毛球相關書籍和視頻，並促進這項運動在各階層發展。

## 外部連結
- 官方网站（英文）
- badminton.tv - BADMINTON England media services（英文）